# Stare Prażuchy
Stare Prażuchy ist eine Ortschaft mit einem Schulzenamt der Landgemeinde Ceków-Kolonia im Powiat Kaliski der Woiwodschaft Großpolen in Polen.

## Geschichte
Das Dorf entstand im Jahr 1774 bzw. 1780 auf dem Grund des Dorfs Ceków, als die sogenannten „Olędrzy“ (siehe Hauländer) von Arnold Byszewski und Krzysztof Celiński angesiedelt wurden. Die Kolonie hinter dem Teich namens Prażuchy wurde ursprünglich Cekowskie Nowe bzw. Cekowskie Nowe Olędry genannt und wurde von zumindest 8 lutherischen Siedlern bewohnt, davon hatten 6 deutsche und 2 polnische Nachnamen. Nach der zweiten Teilung Polens gehörte es von 1793 bis 1807 zu Südpreußen. 1809 kam es ins Herzogtum Warschau und 1815 ins neu entstandene russisch beherrschte Kongresspolen.
Ähnlich entstanden bis 1791 Dutzende von holländischen Siedlungen in der Umgebung: siehe deutsche Sprachinseln im Kalischer Land. 1808 wurde Prażuchy zum Sitz einer evangelischen Gemeinde, und zwar als die erste im Kalischer Land mit dem Sitz in einem Dorf. Anfänglich umfasste sie die Ortschaften Ceków, Stary Ceków, Prażuchy (erst später entstand das heutige Nowe Prażuchy, während die alte Kolonie mit der Kirche zu Stare Prażuchy wurde), Pławnia, Zakrzyn, Kuźnice, Czachules, Przespolew und Jaszczury. In den 1830er Jahren wurde Sadykierz und die Kolonie Poroże angegliedert. In der Mitte des 19. Jahrhunderts war diese Gemeinde ziemlich wohlhabend und hatte 8 Friedhöfe.
Nach dem Ende des Ersten Weltkriegs kam Stare Prażuchy zu Polen. Um 26. Oktober 1939 wurde das Kalischer Gebiet annektiert und als Teil des neuen Reichsgaues Posen, später Wartheland, in das deutsche Reich eingegliedert. Von 1975 bis 1998 gehörte Stare Prażuchy zur Woiwodschaft Kalisz.